# Hameg
HAMEG Instruments GmbH est un fabricant de matériel technique servant à l'étude des phénomènes physiques. Fondé en 1957,
il proposait alors un unique modèle d'oscilloscope fonctionnant à 5 MHz avec un seul canal. C'est à Francfort, en Allemagne, que Karl Hartman a fondé sa société, qui s'est depuis internationalisée tout en restant une marque réputée de matériel de laboratoire.

## Histoire
La société est fondée en 1957 à Francfort par Karl Hartman. Le 7 avril 2005, elle est acquise par Rohde & Schwarz.

## Produits Hameg
Un des produits les plus vendus et connus est l'oscilloscope analogique, avec la gamme HM qu'utilisent de nombreux établissements publics : collèges (en physique-chimie), lycées généraux, technologiques et professionnels (travaux de sciences physiques) et universités. Cette gamme propose des appareils de fréquence allant de 35 à 200 MHz (pour les plus récents).
D'autres appareils sont en vente dans les commerces d'électronique notamment : analyseurs de spectre, sondes de mesure de la CEM (Compatibilité Electro Magnétique), alimentations électriques, ainsi que divers appareils programmables ou modulaires (multimètres, wattmètres, synthétiseurs, générateurs de signaux...).